# Microcardium aequiliratum
Microcardium aequiliratum is een tweekleppigensoort uit de familie van de Cardiidae. De wetenschappelijke naam van de soort is voor het eerst geldig gepubliceerd in 1981 door Poutiers.